# Christopher Hatton
Christopher Hatton, 1er vicomte Hatton (1632-1706) est un aristocrate et diplomate anglais.

## Carrière
Il succède à son père, Christopher Hatton (1er baron Hatton) (en), en tant que baron Hatton et également gouverneur de Guernesey en 1670.
Lui et sa famille vivent dans la résidence officielle du gouverneur, Château Cornet, en 1672 lorsque son donjon et certains quartiers d'habitation sont détruits par une explosion. sa mère et sa femme sont tuées.
En 1682, il est créé vicomte Hatton, de Gretton, Northamptonshire.

## Famille
Il s’est marié pour la première fois le 12 février 1667 avec Cecily Tufton et ont une fille :
- Anne (décédée en 1743), mariée à Daniel Finch (2e comte de Nottingham)

Il épouse en secondes noces Frances (décédée en 1684), fille de Sir Henry Yelverton, 2e baronnet et a une fille qui survit à l'enfance.
Sa dernière épouse est Elizabeth, fille de Sir William Haslewood de Maidwell, Northamptonshire, et a deux fils :
- William (1690-1760), succède aux titres et domaines de son père
- Henry (v. 1700-1762), qui jouit des mêmes dignités peu de temps après la mort de son frère.

## Succession
Ses deux fils héritent à leur tour du titre de vicomte Hatton : William à la mort de son père en 1706 et Henry Charles pendant deux ans (1760-1762).
Quand Henry est mort, les titres disparaissent. La lignée familiale se poursuit avec les Finch-Hatton, comtes de Winchelsea et de Nottingham, dont l'ancêtre, Daniel Finch (2e comte de Nottingham), épouse Anne, fille du 1er vicomte Hatton.